# Muruk Tsenpo
 Muruk Tsenpo (Wylie: Mu-rug-btsan ) (r.800-804) wordt niet in de traditionele lijst van de koningen van Tibet benoemd.
Muruk Tsenpo was de tweede zoon van Trisong Detsen (742 - ca. 800). 
Er is bij tibetologen lang onduidelijkheid geweest over de laatste periode van Trisong Detsen en omtrent zijn directe opvolgers. In 2003 werd echter in een verzameling in Peking een document gevonden, dat tot dan toe alleen bekend was, omdat er in latere bronnen aan gerefereerd werd. Het handelt om de zogenaamde Pangtangma Catalogus, waarvan de eerste teksten uit even na 840 moeten dateren. Met de kennis van dit document is er bij hedendaagse tibetologen meer consensus gegroeid ten aanzien van de periode van globaal 797- 804. Trisong Detsen had aan het eind van zijn leven nog drie zoons die in leven waren, Muné Tsenpo, Muruk Tsenpo en Mutik Tsenpo, de latere Sadnaleg. 
De huidige opvatting is, dat Trisong Detsen in vermoedelijk 797 afstand deed van de troon ten gunste van zijn oudste zoon Muné Tsenpo (r.797-798). De laatste werd in 798 door zijn moeder, Tsepongza, vermoord. In een aantal veel latere Tibetaanse bronnen zou de moeder dat gedaan hebben uit jaloezie om de buitengewone schoonheid van de belangrijkste vrouw van Muné Tsenpo. Waarschijnlijker is echter dat Tsepongza, een overtuigd antiboeddhist, dacht hiermee de belangen van haar clan te dienen. 
Van 798 tot aan zijn dood in vermoedelijk 800 is er dan sprake van een tweede periode van Trisong Detsen waarin hij het rijk regeert samen met de door hem gekozen opvolger, zijn jongste zoon Sadnaleg. Na de dood van Trisong Detsen wist echter Muruk Tsenpo de macht te grijpen en oefent tot 802 alleen het koningschap uit.
Er waren echter ook grote bezwaren tegen Muruk Tsenpo, omdat hij een zoon van een belangrijke aristocraat zou hebben vermoord. Dat leidde ertoe, dat Sadnaleg vanaf 802 weer koning werd. Het koningschap werd nu door Sadnaleg en Muruk Tsenpo gezamenlijk bekleed.
De Pangtangma Catalogus vermeldt op dit punt dat Muruk Tsenpo daarbij wel ondergeschikt was aan zijn jongere broer Sadnaleg. In 804 werd Muruk Tsenpo vermoord, waarna Sadnaleg tot 815 regeerde. 